# Michael Griffin (Philosophiehistoriker)
Michael James Griffin (* 23. Dezember 1982 in Vancouver) ist ein kanadischer Philosophiehistoriker auf dem Gebiet der antiken Philosophie.
Nach dem B.A. 2004 an der University of British Columbia erwarb Griffin 2006 einen M.Phil. an der Universität Oxford, wo er 2009 mit einer Dissertation zu The Reception of Aristotle’s Categories, 80 BC to AD 220 promoviert wurde. Seit 2010 lehrt er zunächst als Assistant Professor Klassische Philologie und Philosophie, nunmehr als Associate Professor griechische Philosophie an der University of British Columbia. Seit 2013 ist er Mitherausgeber des von Richard Sorabji initiierten und geleiteten Ancient Commentators on Aristotle Project. Dazu trug er eine Übersetzung des Kommentars des Olympiodoros zu Platons Erstem Alkibiades bei.

## Schriften (Auswahl)
- (Hrsg. mit Tom Moylan): Exploring the utopian impulse. Essays on utopian thought and practice. Peter Lang, Oxford u. a. 2007.
- Aristotle’s Categories in the early Roman Empire. Oxford University Press, Oxford 2015.
- Olympiodorus, Life of Plato and On Plato First Alcibiades 1–9. Bloomsbury, London 2015, ISBN 978-1-4725-8830-2.
- Olympiodorus, On Plato First Alcibiades 10–28. Bloomsbury, London 2016, ISBN 978-1-47258-399-4.